# Coenosia punctifemorata
Coenosia punctifemorata este o specie de muște din genul Coenosia, familia Muscidae, descrisă de Xiaolong Cui și Wang în anul 1996.
Este endemică în Shanxi. Conform Catalogue of Life specia Coenosia punctifemorata nu are subspecii cunoscute.